# Karl Wagner (Pädagoge)
Karl Wagner (* 10. Februar 1914 in Wurzbach, Thüringen; † 12. Mai 1996 in Berlin) war ein deutscher Reformpädagoge, Pionier der Entwicklung Berliner Gesamtschulen und Gründer der heutigen Bettina-von-Armim-Schule im Märkischen Viertel in Berlin.

## Leben
Wagner erwarb 1933 die Hochschulreife an der Erfurter Humboldt-Schule, studierte am Pädagogischen Institut der Friedrich-Schiller-Universität Jena und bestand 1936 die wissenschaftliche Prüfung für das Lehramt an Thüringer Volksschulen. Im selben Jahr wurde er mit einer Arbeit über „Die Grundlagen der psychologischen Forschung Friedrich Nietzsches“ zum Dr. rer. nat. promoviert.
Prägend für seine weitere Laufbahn war die Begegnung mit Peter Petersen, der an der Jenaer Universität Mitte der 1930er Jahre eine Versuchsschule für Kinder im Grundschulalter aufgebaut hatte. Hier wurde nach dem Jenaplan gearbeitet, dessen individualpädagogische Orientierung der NS-Schulpolitik zuwiderlief, sodass diese Schule zunehmend Repressionen ausgesetzt war. Wagner war von Inhalten und Methoden dieser reformpädagogischen Einrichtung nachhaltig beeindruckt.
Krieg und Verwundung vor Stalingrad unterbrachen Wagners Bestreben, selbst pädagogisch tätig zu werden. Die Hoffnung, im Thüringen der unmittelbaren Nachkriegsjahre innerhalb der kommunistisch orientierten Bildungspolitik sein Engagement für eine demokratische Schule einbringen zu können, scheiterte an ideologischen und bürokratischen Hindernissen. So zog Wagner mit seiner Familie 1951 nach West-Berlin. Hier traf er auf eine Schullandschaft unter Leitung des konservativen Volksbildungssenators Joachim Tiburtius, der klar auf das gegliederte dreiteilige Schulsystem setzte, das er als Bollwerk gegen die in der DDR landesweit eingeführte Einheitsschule verstand. Wagner vertrat seine Vorstellungen von einer demokratischen Schule und seine pädagogischen Ideen zur Individualisierung von Lernprozessen in diesem Umfeld äußerst vorsichtig und geschickt, um sich nicht dem Verdacht des Sympathisierens mit der Idee einer Einheitsschule auszusetzen. In Vorträgen und Beiträgen zu kulturpolitischen Sendungen des RIAS wirkte er so an der Berliner Schulentwicklung mit.
In den 1960er Jahren gelang es Wagner, seine reformerischen Pläne in einer kombinierten Grund-, Haupt- und Realschule, der damaligen Hermann-Schulz-Schule im Bezirk Reinickendorf, zu verwirklichen. Unterstützt wurde er dabei auch von Carl-Heinz Evers, seit 1963 Berliner Schulsenator und Befürworter der Gesamtschule, die sich gegen das traditionell gegliederte Schulsystem nur mühsam behaupten konnte. 1972 gründete Wagner mit Unterstützung durch die Senatsverwaltung für Schulwesen und besonders durch den für die Gesamtschulentwicklung in Berlin federführenden Leitenden Oberschulrat Ulrich Kledzik eine integrierte Gesamtschule, die 2.O/OG Reinickendorf, die bald als Schule besonderer pädagogischer Prägung und als Modellversuch der Kultusministerkonferenz anerkannt wurde. Ihre inhaltlichen Grundlagen waren die Auflösung des Klassenprinzips in Stammgruppen innerhalb einer Jahrgangsgruppe, die Wahlfreiheit der Schülerinnen und Schüler, die Binnendifferenzierung des Unterrichts sowie die Verbindung von theoretischem und praktischem Lernen. Wagner leitete die Schule bis 1979, die 1981 nach Bettina von Arnim, der engagierten Berliner Schriftstellerin (1785–1859), benannt wurde. Seit dem Schuljahr 2010/11 heißt sie „Bettina-von-Arnim-Schule – Integrierte Sekundarschule mit Gymnasialer Oberstufe“.
Für seine Verdienste um die Entwicklung demokratischer Schulstrukturen und sein Engagement für die Berliner Gesamtschule wurde Wagner 1979 mit dem Bundesverdienstkreuz ausgezeichnet. „Ein Leuchtturm in der Berliner Schullandschaft“ – so nannte ihn der ehemalige Leiter des Berliner Landesschulamts, Wilfried Seiring. Karl Wagner starb 1996 in Berlin. Sein Nachlass befindet sich im Berliner Archiv der Bibliothek für Bildungsgeschichtliche Forschung.